# Nhậm Gia Luân
Nhậm Gia Luân (tiếng Trung: 任嘉伦, tiếng Anh: Allen Ren) tên khai sinh Nhậm Quốc Siêu là diễn viên, ca sĩ người Trung Quốc. Anh được biết tới qua vai diễn Quảng Bình Vương Lý Thục trong phim "Đại Đường vinh diệu".

## Tiểu sử
Nhậm Gia Luân xuất thân là vận động viên bóng bàn cùng khóa với Chu Du và Trương Kế Khoa. Tuy nhiên anh phải bỏ môn thể thao này vì chấn thương.
Năm 2011 trở thành thực tập sinh tại Hàn Quốc từng đảm nhiệm vị trí đội trưởng, vũ đạo và rapper chính trong một nhóm nhạc hợp tác Trung-Hàn (Nhóm chưa debut).

## Sự nghiệp
Năm 2014, trở về từ Hàn Quốc, đảm nhận vai chính đầu tiên trong sự nghiệp là "Thông thiên Địch Nhân Kiệt" vai Địch Nhân Kiệt, nhưng bộ phim bị trì hoãn và phát sóng năm 2017.
Năm 2016, tham gia bộ phim truyền hình cổ trang "Thanh Vân Chí" vai Lục Vỹ. Cùng năm đó tham gia phim "Long Châu Truyền Kỳ" với vai khách mời. Năm 2017, Nhậm Gia Luân nổi lên nhờ bộ phim cổ trang "Đại Đường Vinh Diệu" với vai Quảng Bình Vương Lý Thục.
Năm 2018, anh đóng vai chính trong bộ phim tình cảm thanh xuân thần thoại "Thiên Kê Chi Bạch Xà Truyền Thuyết" vai Hứa Tuyên, Tử Tuyên.
Năm 2019, anh đóng vai chính trong bộ phim truyền hình "Cẩm Y Chi Hạ" vai Lục Dịch và vai chính phim cổ trang ''Mộ Bạch Thủ'' vai Lâm Kính, Na Lam Nhạc
Năm 2021, anh đóng vai chính trong bộ phim tình cảm, lãng mạn "Tiểu thư quạ đen và tiên sinh thằn lằn" vai Cố Xuyên.
Năm 2021, anh đóng vai chính trong bộ phim "Không Nói Tạm Biệt vai Mục Thanh (Lưu Viễn Văn).
Năm 2021, anh đóng vai nam chính Châu Sinh Thần trong 2 bộ phim "Châu Sinh Như Cố" (Tên cũ Trường An Như Cố) và "Một Đời Một Kiếp", cả 2 phim được chuyển thể từ bộ tiểu thuyết "Cốt cách mỹ nhân" của Mặc Bảo Phi Bảo.
Năm 2022, Nhậm Gia Luân xuất hiện với vai nam chính Trường Ý trong phim "Ngự Giao Ký", gồm hai phần là "Dữ Quân Sơ Tương Thức" và "Kháp Tự Cố Nhân Quy", được cải biên từ tiểu thuyết "Ngự Yêu" của Cửu Lộ Phi Hương.
Năm 2022, Nhậm Gia Luân với vai diễn người lính cứu hoả Lý Khê Thành trong bộ phim truyền hình cứu hỏa đô thị "Lam Diễm Đột Kích" đã chính thức ra mắt tại Truyền hình vệ tinh Giang Tô. Là bộ phim truyền hình tập trung vào đề tài phòng cháy chữa cháy sẽ giúp khán giả có cái nhìn tích cực về cuộc sống và sự nghiệp, đồng thời hướng công chúng chú ý đến những vất vả và nỗ lực đằng sau của những người lính cứu hỏa.
Tháng 9 năm 2022, Nhậm Gia Luân tiếp tục xuất hiện trong bộ phim Thỉnh Quân kể về câu chuyện tình yêu dở khóc dở cười của tướng quân ngàn năm Lục Viêm do Nhậm Gia Luân đóng với sức mạnh thần bí vô tình quen biết với một nữ trại chủ, mở ra câu chuyện về mối tình duyên ngàn năm.
Năm 2023, bộ phim Mộ Sắc Tâm Ước do Nhậm Gia Luân thủ vai là một nhà biên kịch trẻ tuổi, tính cách vui vẻ, nói nhiều, thỉnh thoảng chill chill bằng những điệu nhảy và cực kỳ nhập tâm, thích hóa thân vào nhân vật trong truyện của chính mình lên sóng tại Tencent. Bộ phim được cải biên từ tiểu thuyết "Hẹn ước hoàng hôn".
Năm 2024, được cải biên từ siêu cấp IP anime "Vũ Canh Kỷ", bộ phim Liệt Diễm chính thức ra mắt khán giả. Bộ phim kể về câu chuyện Hoàng tử Nhân tộc Ngũ Canh (Nhậm Gia Luân thủ vai) sau khi gặp cảnh nước mất nhà tan, sa cơ thành nô lệ nhưng đã mạnh mẽ ý chí để trả thù cho cha mẹ và dân tộc, đồng thời kế thừa di nguyện các vị tiên vương, lãnh đạo đồng bào nhân tộc chống lại sự áp bức của thần tộc.

## Danh sách phim

### Phim truyền hình
| Năm phát sóng  | Khởi quay  | Tên phim                               | Tiếng Trung          | Vai diễn                                         | Bạn diễn                                                          | Ghi chú   |
| -------------- | ---------- | -------------------------------------- | -------------------- | ------------------------------------------------ | ----------------------------------------------------------------- | --------- |
| 2016           | 2016       | Thanh Vân Chí                          | 青云志               | Lục Vỹ Yêu Hồ                                    | Lý Dịch Phong, Triệu Lệ Dĩnh, Dương Tử, Thành Nghị, Tần Tuấn Kiệt | Vai phụ   |
| 2016           | 10-2016    | Truy Tìm Ký Ức                         | 美人为馅             | Trương Mộ Hàm                                    |                                                                   |           |
| 2017           | 7-2016     | Đại Đường Vinh Diệu 1&2                | 大唐荣耀             | Quảng Bình Vương Lý Thục                         | Cảnh Điềm                                                         | Vai chính |
| 2017           | 5-2016     | Long Châu Truyền Kỳ                    | 龙珠传奇             | Lý Tự Hưng                                       |                                                                   | Khách mời |
| 2017           | 2014       | Thông Thiên Địch Nhân Kiệt             | 通天狄仁杰           | Địch Nhân Kiệt                                   | Khám Thanh Tử                                                     | Vai chính |
| 2018           | 1-2017     | Thiên Kê Chi Bạch Xà Truyền Thuyết     | 天乩之白蛇傳說       | Tử Tuyên / Hứa Tuyên                             | Dương Tử                                                          | Vai chính |
| 2019           | 1-2018     | Nộ Hải Tiềm Sa                         | 盗墓笔记II: 怒海潜沙 | Tiêu Úc                                          |                                                                   | Khách mời |
| 2019           | 9-2017     | Cẩm Y Chi Hạ                           | 锦衣之下             | Lục Dịch                                         | Đàm Tùng Vận                                                      | Vai chính |
| 2020           | 6-2017     | Thu Thiền                              | 秋蝉                 | Diệp Xung                                        | Lý Mạn                                                            | Vai chính |
| 2020           | 28-1-2019  | Mộ Bạch Thủ                            | 慕白首               | Na Lam Nhạc / Lâm Kính                           | Trương Tuệ Văn                                                    | Vai chính |
| 2021           | 1-5-2020   | Tiểu Thư Quạ Đen Và Tiên Sinh Thằn Lằn | 乌鸦小姐与蜥蜴先生   | Cố Xuyên                                         | Hình Phi                                                          | Vai chính |
| 2021           | 7-2018     | Không Nói Tạm Biệt                     | 不说再见             | Lưu Viễn Văn / Mục Thanh                         | Trương Quân Ninh                                                  | Vai chính |
| 2021           | 26-11-2020 | Châu Sinh Như Cố / Trường An Như Cố    | 長安如故             | Tiểu Nam Thần Vương Châu Sinh Thần               | Bạch Lộc                                                          | Vai chính |
| 2021           | 10-9-2020  | Một Đời Một Kiếp / Nhất Sinh Nhất Thế  | 一生一世             | Châu Sinh Thần                                   | Bạch Lộc                                                          | Vai chính |
| 2022           | 18-2-2021  | Ngự Giao Ký: Dữ Quân Sơ Tương Thức     | 驭鲛记之与君初相识   | Trường Ý                                         | Địch Lệ Nhiệt Ba                                                  | Vai chính |
| 2022           | 18-2-2021  | Ngự Giao Ký: Kháp Tự Cố Nhân Quy       | 驭鲛记之恰似故人归   | Trường Ý                                         | Địch Lệ Nhiệt Ba                                                  | Vai chính |
| 2022           | 6-2019     | Lam Diễm Đột Kích                      | 蓝焰突击             | Lý Khê Thành                                     | Trần Tiểu Vân                                                     | Vai chính |
| 2022           | 8-9-2021   | Thỉnh Quân                             | 请君                 | Lục Viêm                                         | Lý Thấm                                                           | Vai chính |
| 2023           | 5-1-2022   | Mộ Sắc Tâm Ước                         | 暮色心约             | Kỳ Liên Sơn / Cố Húc Duơng / La Thành / Chấn Hải | Angelababy                                                        | Vai chính |
| 2024           | 19-7-2023  | Lưu Thủy Điều Điều                     | 流水迢迢             | Vệ Chiêu/Tiêu Vô Hà                              | Lý Lan Địch                                                       | Vai chính |
| 2024           | 26-12-2022 | Liệt Diễm                              | 烈焰                 | Ngũ Canh/A Cẩu                                   | Hình Phi                                                          | Vai chính |
| 2025           | 29-6-2022  | Vô Ưu Độ                               | 无忧渡               | Cửu Tuyên Dạ/Man Anh                             | Tống Tổ Nhi                                                       | Vai chính |
| Chưa phát sóng | 27-1-2024  | Phượng Hoàng Đài Thượng                | 凤凰台上             | Tiêu Hoán/Bạch Trì Phàm                          | Bành Tiểu Nhiễm                                                   | Vai chính |

## Âm nhạc

### Album cá nhân
| Thứ tự | Thông tin Album | Ca khúc |
| ------ | --- | --- |
| 1st    | Tam Thập Nhị . Lập (三十二·立) - Thời gian phát hành: 11 tháng 4 năm 2021 - Công ty thu âm: Seed Music - Thể loại: Nhạc pop Trung Quốc - Số lượng: 10 bài | Ca khúc 1. Intro 2. Lập (立) 3. Drown In love 4. Who 5. Kim Cương (钻石) 6. Chuyên Chúc Khế Ước (专属契约) 7. I Am Your Singer (我是你的歌手) 8. Tịch Dương (夕阳) 9. Hắn (他) 10. Thiếu Niên Như Cậu (少年如你) |
| 2nd    | 《33》 - Thời gian phát hành: 17 tháng 12 năm 2022 - Nhà sản xuất: Ảnh đế inDy - Công ty thu âm: Seed Music Co.,Ltd - Số lượng: 7 bài - Phuơng Văn Sơn (tham gia viết lời), Truơng Nghệ Hưng (soạn nhạc), Lambert, cùng một số nhà soạn nhạc và chế tác xuất sắc khác | - Không thẹn 无愧 - Không giới hạn 无界 - Fresh Boy - Ánh sáng của âm nhạc 乐光 - Bản ghi chép chưa công khai 未公开备忘录 - One shot 一镜到底 - Quên đi mạo hiểm 忘记冒险                                       |

### Đĩa Đơn
| Thời gian phát hành  | Tên bài hát          | Tựa đề tiếng Trung | Ghi chú               |
| -------------------- | -------------------- | ------------------ | --------------------- |
| 17 tháng 12 năm 2018 | Dreamers Never Sleep |                    | Đĩa đơn solo đầu tiên |
| 19 tháng 11 năm 2019 | Phù Vân              | 浮云               |                       |
| 30 tháng 12 năm 2020 | See Ya               |                    |                       |

### Nhạc phim
| Năm  | Tiêu đề                   | Tiêu đề Trung | Album                                   |
| ---- | ------------------------- | ------------- | --------------------------------------- |
| 2017 | Vinh Diệu                 | 荣耀          | Đại Đường Vinh Diệu OST                 |
| 2019 | Vách Tim                  | 心墙          | Cẩm Y Chi Hạ OST                        |
| 2020 | Phân Thân                 | 分身          | Thu Thiền OST                           |
| 2020 | Lời Thề                   | 逝言          | Mộ Bạch Thủ OST                         |
| 2021 | Không Nói Tạm Biệt        | 不说再见      | Không Nói Tạm Biệt OST                  |
| 2021 | Như Nhất                  | 如一          | Châu Sinh Như Cố (Trường An Như Cố) OST |
| 2022 | Đợi Bạn Dưới Ánh Mặt Trời | 在阳光下等你  | Lam Diễm Đột Kích OST                   |
| 2022 | Ta                        | 吾            | Thỉnh Quân (请君) OST                   |
| 2024 | Bất Vấn Cố                | 不问故        | Liệt Diễm (烈焰) OST                    |

## Chương trình tạp kỹ
| Năm  | Tên chương trình                      | Tên Trung           | Kênh           | Ghi chú                       |
| ---- | ------------------------------------- | ------------------- | -------------- | ----------------------------- |
| 2010 | Mạn Thiên Tinh                        | 综艺漫天星          | Sơn Đông TV    | Hoạt động âm nhạc             |
| 2017 | Happy Camp                            | 快乐大本营          | Hồ Nam TV      | Khách mời, kỳ 11/03/2017      |
| 2017 | Happy Camp                            | 快乐大本营          | Hồ Nam TV      | Khách mời, kỳ 27/5/2017       |
| 2017 | Happy Camp                            | 快乐大本营          | Hồ Nam TV      | Khách mời, kỳ 8/7/2017        |
| 2017 | Vương bài đối vương bài               | 王牌对王牌          | Chiết Giang TV | Tập 12, 7/4/2017              |
| 2017 | Tinh nguyệt đối thoại                 | 星月私房话          | LeTV           | Phỏng vấn                     |
| 2017 | Khóa giới ca vương                    | 跨界歌王            | Bắc Kinh TV    | Mùa 2 (Giai đoạn 1-3)         |
| 2017 | Keep Running                          | 奔跑吧              | Chiết Giang TV | Tập 10                        |
| 2017 | Đến đây nào quán quân                 | 来吧冠军            | Chiết Giang TV | Tập 12 (Phần 2)               |
| 2017 | Sự ra đời của diễn viên               | 演員的诞生          | Chiết Giang TV | Giai đoạn thứ 1               |
| 2018 | Ngày ngày tiến lên                    | 天天向上            | Hồ Nam TV      | Khách mời, ngày 17/6/2018     |
| 2018 | Shake It Up                           | 新舞林大会          | Dragon TV      | Tập 1, 22/7/2018              |
| 2018 | Shake It Up                           | 新舞林大会          | Dragon TV      | Tập 2, 29/7/2018              |
| 2018 | Shake It Up                           | 新舞林大会          | Dragon TV      | Tập 6, 26/8/2018              |
| 2018 | Shake It Up                           | 新舞林大会          | Dragon TV      | Tập 10, 23/9/2018             |
| 2018 | Shake It Up                           | 新舞林大会          | Dragon TV      | Tập 11, 30/9/2018             |
| 2018 | Đoàn thiếu niên cao năng              | 高能少年团          | Chiết Giang TV | Tập 11, 7/7/2018              |
| 2018 | Đoàn thiếu niên cao năng              | 高能少年团          | Chiết Giang TV | Tập 12, 14/7/2018             |
| 2018 | Magic điên cuồng                      | 疯狂的麦咭          | Hồ Nam TV      | Tập 1, 2/7/2018               |
| 2018 | Nhà trẻ siêu năng                     | 超能幼稚园          | IQIYI          | Khách mời chủ chốt            |
| 2019 | Ngày ngày tiến lên                    | 天天向上            | Hồ Nam TV      | Khách mời, ngày 24/2/2019     |
| 2019 | Tín hiệu rung động mùa 2              | 心动的信号 (第二季) | Tencent Video  | Tập 3, 3/7/2019               |
| 2019 | Tín hiệu rung động mùa 2              | 心动的信号 (第二季) | Tencent Video  | Tập 4, 10/7/2020              |
| 2020 | Happy Camp                            | 快乐大本营          | Hồ Nam TV      | Khách mời, kỳ 29/2/2020       |
| 2020 | Vũ giả                                | 舞者                | Dragon TV      | Nhóm trưởng vũ đạo, 23/5/2020 |
| 2020 | Hướng về cuộc sống                    | 向往的生活          | Hồ Nam TV      | Tập 5, 5/6/2020               |
| 2020 | Hướng về cuộc sống                    | 向往的生活          | Hồ Nam TV      | Tập 6, 12/6/2020              |
| 2020 | Thử thách cực hạn mùa 6               | 极限挑战            | Dragon TV      | Tập 11, 19/7/2020             |
| 2020 | Thử thách cực hạn - Chuyến đi quý giá | 极限挑战·宝藏行     | Dragon TV      | Tập 4, 23/8/2020              |
| 2020 | Thử thách cực hạn - Chuyến đi quý giá | 极限挑战·宝藏行     | Dragon TV      | Tập 5, 30/8/2020              |
| 2020 | Thử thách cực hạn - Chuyến đi quý giá | 极限挑战·宝藏行     | Dragon TV      | Tập 6, 6/9/2020               |
| 2020 | Thử thách cực hạn - Chuyến đi quý giá | 极限挑战·宝藏行     | Dragon TV      | Tập 7, 13/9/2020              |
| 2020 | Thử thách cực hạn - Chuyến đi quý giá | 极限挑战·宝藏行     | Dragon TV      | Tập 8, 20/9/2020              |
| 2020 | Thử thách cực hạn - Chuyến đi quý giá | 极限挑战·宝藏行     | Dragon TV      | Tập 9, 27/9/2020              |
| 2020 | Thử thách cực hạn - Chuyến đi quý giá | 极限挑战·宝藏行     | Dragon TV      | Tập 10, 4/10/2020             |
| 2021 | Vương bài đối vương bài               | 王牌对王牌          | Chiết Giang TV | Khách mời, Tập 5, 26/2/2021   |
| 2021 | Bạn tỏa sáng                          | 闪闪发光的你        | Giang Tô TV    | Khách mời chủ chốt            |
| 2021 | Have Fun                              | 嗨放派              | Chiết Giang TV | Khách mời, 14/08/2021         |
| 2022 | Have Fun                              | 嗨放派              | Chiết Giang TV | Khách mời cố định             |

## Chứng thực quảng cáo

### Phát ngôn thương hiệu
| Năm  | Thương hiệu                              | Vai trò                                                     | Ghi chú      |
| ---- | ---------------------------------------- | ----------------------------------------------------------- | ------------ |
| 2017 | Uriage                                   | Người phát ngôn thương hiệu đầu tiên ở Trung Quốc           | Đến năm 2019 |
| 2017 | Cosmo Lady (都市丽人)                    | Người phát ngôn của loạt đồ ngủ                             | Đến năm 2019 |
| 2017 | Meters/bonwe                             | Người phát ngôn thương hiệu                                 | Đến năm 2019 |
| 2018 | Ngũ cốc Ma Phòng (五谷磨房)              | Người phát ngôn thương hiệu                                 | Đến năm 2019 |
| 2018 | 361°                                     | Người phát ngôn thương hiệu                                 | Đến năm 2019 |
| 2018 | Laptop MagicBook - Vinh Diệu Honor       | Người phát ngôn thương hiệu                                 | Đến năm 2019 |
| 2019 | COACH                                    | Người phát ngôn thời trang                                  | Đến năm 2019 |
| 2020 | Bio-E                                    | Người phát ngôn thương hiệu                                 | Đến năm 2019 |
| 2020 | Mengniu (蒙牛)                           | Người phát ngôn tùy biến                                    | Đến năm 2019 |
| 2020 | PHILIPS                                  | Người phát ngôn của thương hiệu gia đình                    | Đến năm 2019 |
| 2020 | Franzzi                                  | Người phát ngôn thương hiệu                                 | Đến năm 2020 |
| 2020 | Charlotte Tilbury                        | Người phát ngôn thương hiệu                                 | Đến năm 2020 |
| 2020 | KOBAYASHI                                | Người phát ngôn toàn cầu                                    | Đến năm 2020 |
| 2020 | ZWILLING                                 | Người phát ngôn thương hiệu                                 | Đến năm 2020 |
| 2020 | Salvatore Ferragamo                      | Người phát ngôn của dòng nước hoa Yiren tại Trung Quốc      | Đến năm 2020 |
| 2020 | OLAY                                     | Người phát ngôn thương hiệu                                 | Đến năm 2021 |
| 2020 | Rawson's Retreat                         | Người đại diện phát ngôn thương hiệu ở Trung Quốc           | Đến năm 2021 |
| 2021 | Mark Fairwhale                           | Người đại diện phát ngôn thương hiệu                        | Đến năm 2021 |
| 2021 | LOVO                                     | Người đại diện phát ngôn thương hiệu                        | Đến năm 2021 |
| 2021 | Tropicana                                | Người đại diện phát ngôn thương hiệu                        | Đến năm 2021 |
| 2021 | Lux                                      | Người đại diện phát ngôn thương hiệu                        | Đến năm 2021 |
| 2021 | Rever                                    | Người đại diện phát ngôn thương hiệu                        | Đến năm 2021 |
| 2021 | Dưỡng Sinh Đường                         | Người phát ngôn của sản phẩm collagen peptide               | Đến năm 2021 |
| 2021 | Nescafé                                  | Người phát ngôn của dòng sản phẩm Cafe Cảm                  | Đến năm 2021 |
| 2021 | App mua sắm và trải nghiệm sản phẩm 趣拿 | Người đại diện phát ngôn thương hiệu                        | Đến năm 2022 |
| 2022 | HARMAN KARDON (JBL)                      | Người đại diện phát ngôn thương hiệu khu vực Đại Trung Hoa  | Đến năm 2022 |
| 2022 | COSTA HOME                               | Người đại diện phát ngôn thương hiệu                        | Đến năm 2022 |
| 2021 | Thương hiệu đồ dùng nhà bếp ASD          | Người đại diện phát ngôn thương hiệu                        | Đến nay      |
| 2022 | Chow Tai Seng                            | Người đại diện phát ngôn thương hiệu                        | Đến nay      |
| 2022 | RogerVivier_罗杰维维亚                   | Người đại diện phát ngôn thương hiệu                        | Đến nay      |
| 2022 | Oushiman OSM                             | Người đại diện phát ngôn thương hiệu                        | Đến nay      |
| 2022 | TASAKI塔思琦                             | Người đại diện phát ngôn thương hiệu tại khu vực Trung Quốc | Đến nay      |
| 2022 | ETRO                                     | Người đại diện toàn cầu (thăng cấp title: 12/03/2024)       | Đến nay      |
| 2023 | Đào Hoa Cơ 桃花姬食                      | Người đại diện phát ngôn thương hiệu                        | Đến nay      |
| 2023 | MIDO瑞士美度表 (Đồng hồ Thụy Sĩ)         | Người đại diện phát ngôn thương hiệu                        | Đến nay      |

### Đại sứ thương hiệu
| Năm  | Thương hiệu                          | Vai trò                                                          | Ghi chú      |  |
| ---- | ------------------------------------ | ---------------------------------------------------------------- | ------------ |  |
| 2017 | Doublemint                           | Đại sứ thương hiệu                                               |              |  |
| 2017 | COACH                                | Người bạn thương hiệu                                            | Đến năm 2019 |  |
| 2017 | Carslan                              | Giám đốc giới thiệu                                              | Đến năm 2020 |  |
| 2017 | FAW-Volkswagen                       | Đội trưởng liên đoàn nhiên liệu                                  |              |  |
| 2018 | KFC                                  | Đại sứ thương hiệu                                               |              |  |
| 2018 | Alibaba                              | Đại sứ quảng bá                                                  |              |  |
| 2018 | Swisse                               | Người khám phá bí mật "Úc"                                       |              |  |
| 2018 | Vinh Diệu HONOR                      | Nhân viên trải nghiệm trò chơi                                   |              |  |
| 2018 | LONGINES                             | Người bạn thương hiệu                                            | Đến năm 2020 |  |
| 2018 | KOSE                                 | Đại sứ thương hiệu                                               | Đến năm 2019 |  |
| 2018 | Ford                                 | Tân Mông Địch Âu - người dẫn đường tham quan thành phố           | Đến năm 2019 |  |
| 2019 | Kem chóng nắng Ultrasun              | Đa diện đặc công                                                 | Đến năm 2020 |  |
| 2019 | Hisense                              | Nhân viên giới thiệu sản phẩm mới mùa xuân                       | Đến năm 2020 |  |
| 2019 | FOTILE                               | Nhân viên trải nghiệm hạnh phúc                                  | Đến năm 2020 |  |
| 2019 | PHILIPS                              | Chuyên viên trải nghiệm thương hiệu chăm sóc răng miệng Sonicare | Đến năm 2020 |  |
|      | Crest                                | Đại sứ thương hiệu                                               | Đến năm 2020 |  |
| 2020 | Tide                                 | Đại sứ thương hiệu                                               | Đến năm 2020 |  |
| 2020 | Nàng công chúa và hạt đậu (豌豆公主) | Đại sứ thương hiệu                                               | Đến năm 2020 |  |
| 2020 | Herbal Essences                      | Đại sứ thương hiệu toàn cầu                                      | Đến năm 2020 |  |
| 2020 | Lux                                  | Đại sứ thương hiệu dòng sữa tắm Lux                              | Đến năm 2021 |  |
| 2020 | OLAY                                 | Đại sứ thương hiệu                                               | Đến năm 2021 |  |
| 2020 | Loro Piana                           | Loạt ảnh thu đông 2020 "Tam bộ khúc mùa Đông êm ái"              | Đến năm 2021 |  |

## Giải thưởng
| Năm  | Giải thưởng                                                                  | Thể loại                                                  | Công việc được đề cử                | Kết quả   | Tham khảo |
| ---- | ---------------------------------------------------------------------------- | --------------------------------------------------------- | ----------------------------------- | --------- | --------- |
| 2010 | Ca sĩ đoạt giải Vàng, Tiếng hát Đại hội Thể thao Châu Á                      | Ca sĩ xuất sắc Á vận hội                                  |                                     | Đoạt giải |           |
| 2017 | Giải thưởng Văn Vinh phim và truyền hình Hoành Điếm lần thứ 4 của Trung Quốc | Nam diễn viên chính xuất sắc nhất                         | Đại Đường vinh diệu                 | Đoạt giải | [ 3 ]     |
| 2018 | Giải thưởng dữ liệu vàng về giải trí                                         | Diễn viên có giá trị thương mại nhất                      | N/A                                 | Đoạt giải |           |
| 2019 | Giải thưởng thời trang Sina                                                  | Nghệ sĩ sôi động của năm                                  | N/A                                 | Đoạt giải | [ 4 ]     |
| 2020 | Lễ trao giải Diễn viên Trung Quốc lần thứ 7                                  | Nam diễn viên chính xuất sắc nhất (Emerald)               | N/A                                 | Đoạt giải | [ 5 ]     |
| 2020 | Giải thưởng Kim Ưng truyền hình Trung Quốc lần thứ 30                        | Sự lựa chọn của khán giả cho diễn viên                    | N/A                                 | Đề cử     | [ 5 ]     |
| 2020 | Giải thưởng Hoa Đỉnh lần thứ 29                                              | Diễn viên xuất sắc nhất                                   | Cẩm Y Chi Hạ                        | Đề cử     | [ 5 ]     |
| 2020 | Đêm hội gào thét Iqiyi 2022                                                  | Diễn viên quyến rũ của năm                                | Cẩm Y Chi Hạ                        | Đoạt giải | [ 5 ]     |
| 2021 | IQIYI International Entertainment Gala - IQIYI Q Awards 2021                 | Nam diễn viên có sức ảnh hưởng nhất                       | Châu Sinh Như Cố / Một Đời Một Kiếp | Đoạt giải |           |
| 2021 | Giải thưởng Hoa Đỉnh lần thứ 32                                              | Nam diễn viên chính xuất sắc nhất đề tài phim cổ trang    | Châu Sinh Như Cố                    | Đề cử     |           |
| 2021 | Giải thưởng Hoa Đỉnh lần thứ 32                                              | Top 10 diễn viên được khán giả toàn quốc yêu thích nhất   | Châu Sinh Như Cố                    | Đoạt giải |           |
| 2022 | LHP Trung - Mỹ 2022                                                          | Thiên Thần vàng - Diễn viên trẻ xuất sắc của năm          | Một Đời Một Kiếp                    | Đoạt giải |           |
| 2023 | Giải thưởng Sáng tạo Học viện Châu Á 2023 - ASIAN ACADEMY CREATE AWARDS 2023 | Nam diễn viên chính xuất sắc nhất                         | Thỉnh Quân                          | Đoạt giải |           |
| 2023 | Đêm hội gào thét Iqiyi 2023                                                  | Diễn viên xuất sắc của năm khu vực Châu Á Thái Bình Dương | N/A                                 | Đoạt giải |           |